# Ancyluris cacica
Ancyluris cacica är en fjärilsart som beskrevs av Felder 1865. Ancyluris cacica ingår i släktet Ancyluris och familjen Riodinidae. Inga underarter finns listade i Catalogue of Life.